# A Búra alatt epizódjainak listája
A cikk a A Búra alatt című sorozat epizódjainak listáját tartalmazza.
A sorozat 2013. június 24-én indult a CBS televíziós csatornán az Amerikai Egyesült Államokban, 3 évad után 2015. szeptember 10-én fejeződött be. Magyarországon az első évadot a TV2 sugározta 2013-ban, majd a második és harmadik évadot a PRO4 adta le 2014 és 2015 között.

## Évadáttekintés
| Évad | Évad | Részek száma | Részek száma | Eredeti sugárzás | Eredeti sugárzás     | Eredeti adó | Magyar sugárzás      | Magyar sugárzás    | Magyar adó |
| Évad | Évad | Részek száma | Részek száma | Évadbemutató     | Évadzáró             | Eredeti adó | Évadbemutató         | Évadzáró           | Magyar adó |
| ---- | ---- | ------------ | ------------ | ---------------- | -------------------- | ----------- | -------------------- | ------------------ | ---------- |
|      | 1.   | 13           | 13           | 2013. június 24. | 2013. szeptember 16. | CBS         | 2013. szeptember 11. | 2013. december 4.  | TV2        |
|      | 2.   | 13           | 13           | 2014. június 30. | 2014. szeptember 22. | CBS         | 2014. szeptember 18. | 2014. december 18. | PRO4       |
|      | 3.   | 13           | 13           | 2015. június 25. | 2015. szeptember 10. | CBS         | 2015. augusztus 27.  | 2015. november 19. | PRO4       |

## Első évad (2013)
| Sor. | Év. | Cím                                      | Rendező              | Író                                     | Premier                                | Nézettség    |
| --- | --- | ---------------------------------------- | -------------------- | --------------------------------------- | -------------------------------------- | ------------ |
| 1. | 1.  | Chester's Mill (Pilot)                   | Niels Arden Oplev    | Brian K. Vaughan                        | 2013. junius 24. 2013. szeptember 11.  | 13,53 millió |
| Az első epizódban megismerhetjük Chester’s Mill kisvárosát, amely ha nem is teljes nyugalomban tengeti napjait, mégis rendesen folynak a város ügyletei, amíg egy ismeretlen eredetű búra rá nem zárul a város határaira. A búra lecsapódása nyomán döglött madarak, állatok, egy repülőgép szerencsétlenség és számos katasztrófa áll, hiszen senki sem látta előre az átlátszó falat. Az amerikai kormány azonnal katonákat hív a külső helyszínre, belül pedig megkezdődnek a találgatások és a félelem. Megismerhettük Barbiet, aki az epizód elején egy rejtélyes hullát ásott el, éppen elkerülve a búrával való ütközést. Emellett főszereplő még Julia Shumway, aki a helyi újság riportere, így mindent szeretne megtudni a rejtélyes eseményről. A város szolgálatában áll Duke Perkins rendőrkapitány, aki sajnos az epizód végére meghal, hiszen a pacemakerek és egyéb elektromos szerkezetek hajlamosak felrobbanni a búra közelébe. Emellett megismerkedhettünk Jim Rennie-vel, aki a város második tanácsosa, emellett szereti, hogyha ő irányíthatja a dolgokat. Nagy Jim rejtett alvilági üzleteket folytat a város tudta nélkül. A másik problémát fia, Junior jelenti, aki őrült féltékenységében egy föld alatti bunkerbe zárja barátnőjét, Angie-t. |     |                                          |                      |                                         |                                        |              |
| 2. | 2.  | A tűz (The Fire)                         | Jack Bender          | Rick Cleveland                          | 2013. július 1. 2013. szeptember 11.   | 11,81 millió |
| Az epizód elején kiderült, hogy Duke Perkins végképp elveszett, akinek halálával megkezdődik a káosz a városban, hiszen egyre kevesebb a hatalmi szerv. Ráadásul Nagy Jim és Lester Coggins tiszteletes is szorongatott helyzetbe kerül, amelyben a tiszteletes majdnem életét is veszíti. A szereplőknek ráadásul egy tűzesettel is meg kell küzdeniük, amelyben szintén nem fordulhatnak a külvilághoz. |     |                                          |                      |                                         |                                        |              |
| 3. | 3.  | Embervadászat (Manhunt)                  | Paul Edwards         | Adam Stein                              | 2013. július 8. 2013. szeptember 18.   | 10,71 millió |
| Angie-nek az a javaslata, hogy a város alatt húzódó bánya tárnáin keresztül próbáljanak meg kijutni a Búra alól. Nagy Jim eközben úgy dönt, hogy Linda-t nevezi ki seriffnek, annak ellenére, hogy hagyta, hogy Randolph megszökjön a börtönből. |     |                                          |                      |                                         |                                        |              |
| 4. | 4.  | A járvány (Outbreak)                     | Kari Skogland        | Peter Calloway                          | 2013. július 15. 2013. szeptember 25.  | 11,13 millió |
| A városban egyre több ember panaszkodik rosszullétre, többen kórházba is kerülnek, ám orvos hiányában nagyon nehezen tudják ellátni őket. Julie eközben elkezd Barbie után nyomozni, mivel a férfi egyre gyanúsabb számára. |     |                                          |                      |                                         |                                        |              |
| 5. | 5.  | Végítélet (Blue on Blue)                 | Jack Bender          | Brian K. Vaughan                        | 2013. július 22. 2013. október 2.      | 11,60 millió |
| Barbie rájön, hogy egy termonukleáris bombával akarják a búrát megsemmisíteni, ám a hadsereg nem számol az alatta élő emberek testi épségével. Julia ekkor azt javasolja, hogy evakuáljanak mindenkit a régi bánya területére. |     |                                          |                      |                                         |                                        |              |
| 6. | 6.  | Végtelen szomjúság (The Endless Thirst)  | Kari Skogland        | Soo Hugh                                | 2013. július 29. 2013. október 9.      | 11,41 millió |
| A víztározónál történt baleset után az emberek be pánikólnak, mert azt hiszik, hogy Chester's Mill-nek nincsenek tartalékai. Angie eközben Rose-nál talál menedéket magának Ifi elől, mert nem mer az üres házukban maradni. |     |                                          |                      |                                         |                                        |              |
| 7. | 7.  | Tökéletlen körök (Imperfect Circles)     | Miguel Sapochnik     | Caitlin Parrish                         | 2013. augusztus 5. 2013. október 16.   | 10,42 millió |
| Joe rájön, hogy nem a Búra közvetlen közelében kell a rejtély megoldását keresniük, ezért Norrie-val megpróbálják felkutatni a középpontot. Linda és Ifi közben elindulnak letartóztatni a Dundee testvéreket, akik megölték Rose-t és megverték Angie-t is. |     |                                          |                      |                                         |                                        |              |
| 8. | 8.  | Sűrűbb a víznél (Thicker Than Water)     | Jack Bender          | Adam Stein                              | 2013. augusztus 12. 2013. október 30.  | 10,36 millió |
| Norrie Joe-t hibáztatja az édesanyja haláláért, ezért arra kéri a fiút, hogy ne találkozzanak többet. Közben Linda, Big Jim és Barbie a város egyetlen magánkézben lévő kútját igyekeznek kisajátítani. |     |                                          |                      |                                         |                                        |              |
| 9. | 9.  | A negyedik kéz (The Fourth Hand)         | Roxann Dawson        | Daniel Truly                            | 2013. augusztus 19. 2013. november 6.  | 10,64 millió |
| Nagy Jim úgy gondolja, hogy Chester's Mill-re már nem vonatkozik az Egyesült Államok Alkotmánya, ezért azt javasolja, hogy a lakosok szolgáltassák be a fegyvereiket. Ez persze komoly bonyodalmakat okoz a városban. |     |                                          |                      |                                         |                                        |              |
| 10. | 10. | Kezdődjék a játék! (Let the Games Begin) | Sergio Mimica-Gezzan | Andres Fischer-Centeno & Peter Calloway | 2013. augusztus 26. 2013. november 13. | 11,11 millió |
| Max felbukkanása teljesen felforgatja a város életét, és sem Barbie, sem pedig Jim nem tudja megállítani őt. Angie, Joe és Norrie úgy vélik, hogy Ifi-re van szükségük a kis Búra rejtélyének megoldásához. |     |                                          |                      |                                         |                                        |              |
| 11. | 11. | Az ördög maga (Speak of the Devil)       | David Barrett        | Scott Gold                              | 2013. szeptember 2. 2013. november 20. | 11,15 millió |
| Juliát váratlan támadás éri, a saját otthonában lövik le. Barbie és Joe persze mindent megtesznek azért, hogy megmentsék az asszony életét. Doddie közben ismét fogja a külvilág rádiójeleit, s a katonaság Barbie nevét emlegeti, amely még több kérdést vet fel. |     |                                          |                      |                                         |                                        |              |
| 12. | 12. | Szükségállapot (Exigent Circumstances)   | Peter Leto           | Adam Stein & Caitlin Parrish            | 2013. szeptember 9. 2013. november 27. | 9,72 millió  |
| Norrie mamája figyelmezteti a lányt, hogy rejtsék el a minibúrát, mert a városban házkutatást tartanak több helyen is, Barbie eltűnése miatt. Julia eközben veszélyben van a kórházban, ezért Angie és Barbie megpróbálják kiszöktetni onnan. |     |                                          |                      |                                         |                                        |              |
| 13. | 13. | Függöny (Curtains)                       | Jack Bender          | Brian K. Vaughan & Scott Gold           | 2013. szeptember 16. 2013. december 4. | 12,10 millió |
| A pillangó kikelését követően mindkét Búra elsötétül, amitől az emberek nagyon megrémülnek. Többen a templomban keresnek menedéket, miközben Nagy Jim próbálja megnyugtatni őket. |     |                                          |                      |                                         |                                        |              |

## Második évad (2014)
| Sor. | Év. | Cím                                   | Rendező          | Író                                         | Premier                                 | Nézettség   |
| --- | --- | ------------------------------------- | ---------------- | ------------------------------------------- | --------------------------------------- | ----------- |
| 14. | 1.  | Fejek hullanak majd (Heads Will Roll) | Jack Bender      | Stephen King                                | 2014. június 30. 2014. szeptember 18.   | 9,41 millió |
| Az első epizódban a Búra erős mágnesességet fejlesztett, ami megzavarta a nyugodalmas akasztást Chester’s Millben. Barbie emiatt menekülhetett meg. A mágneses pulzálás miatt a lakók java része rosszul lett, miközben a Búra egyre húzta magához a fémből készült tárgyakat. Ez végül Linda vesztét okozta. Eközben Julia egy furcsa lányt ment ki a vízből, és később összeismerkedett Sam Verdreaux-val, akiről kiderült, hogy Junior nagybátyja. A férfi egyébként orvoslással foglalkozott régen, azonban később az alkohol okozta a visszavonulását. Eközben Angie, Joe és Norrie próbálta megmenteni Norrie elájult anyukáját. Házuk túl közel volt a Búrához, ezért a mágnesesség porrá rombolta azt. Egy újabb szereplőt ismerhettünk meg Rebecca Pine személyében, aki a középiskola tanárnője, és nagyon régóta tanulmányozza a Búrát. Hatalmas mágnest építettek, hogy visszafogják az erőteret, hiszen a Búra impulzusai egyre inkább veszélyeztették az embereket. Nagy Jim eközben csapdába került. Látomásai voltak a meggyilkolt Doddie-ról és Lindáról is. Elhatározta, hogy ő fogja megölni magát az akasztófán, hogy a Búra abbahagyja ámokfutását. Azonban Julia mindezt megakadályozza, hiszen a Búrának elege van a belső feszültségből és a gyilkolásból is. Eközben Junior furcsa látomást tapasztalt meg édesanyjáról, akiről kiderült, hogy a Búrán kívül éli az életét. A legérdekesebb azonban a különös lány esete, akit Angie követ az iskolába az éjszaka közepén. Benyit egy iskolai szekrénybe is, ami végül a vesztét okozza. |     |                                       |                  |                                             |                                         |             |
| 15. | 2.  | Rajzás (Infestation)                  | Ernest Dickerson | Kelly Souders & Brian Peterson              | 2014. július 7. 2014. szeptember 25.    | 7,70 millió |
| Jim felfogása a búrával kapcsolatban megváltozik és elhatározza, megváltozik. A lakosok is kezdenek bízni benne. Ahogy Angie meggyilkolásának híre elterjed, Rebecca figyelmezteti Nagy Jimet egy hernyó invázióról, ami tönkreteheti a város fennmaradó növényeit. Big Jim és Barbie kiötli, hogy egy repülővel kell lepermetezni a növényzetet. Jim akar menni, de Barbie megelőzi és felszáll a géppel... az üzemanyag vészesen csökken a gépben, s Jim felfedi, hogyan tud hozzáférni az extra rejtett tartályhoz, ezzel megmenti a férfi életét.. Eközben megy a hajtóvadászat Angie gyilkosa után, azonban Junior úgy véli, ő a felelős. |     |                                       |                  |                                             |                                         |             |
| 16. | 3.  | Vis major (Force Majeure)             | Peter Leto       | Adam Stein                                  | 2014. július 14. 2014. október 2.       | 7,64 millió |
| Ahogy az erőforrások fokozatosan csökkennek, Nagy Jim népszámlálást tart, hogy megtudja, Chester’s Mill meddig tud létezni a Búra alatt, miközben káosz alakul ki attól, hogy egy egyszerű felhőszakadás véresővé válik. Junior e-mailben kap egy üzenetet az anyjától. Joe, Norrie és az ismeretlen lány találnak egy évkönyvet a 80-as évekből, amiből kiderül az ismeretlen lányt Melanie-nak hívják... és meglepődnek azon, semmit nem öregedett 30 éve. Rebecca és Big Jim úgy dönt, Chester Mill lakosságát csökkentik, amely felháborítja Julia-t, de Barbie elfogadja Big Jim és Rebecca tervét. |     |                                       |                  |                                             |                                         |             |
| 17. | 4.  | Látomás (Revelation)                  | Holly Dale       | Alexandra McNally                           | 2014. július 21. 2014. október 9.       | 6,74 millió |
| Julia és Sam megpróbálja megállítani Nagy Jim és Rebecca népesség szabályozó tervét, közben Barbie, Joe és Norrie segít Melanie-nak visszaemlékezni, Junior pedig Lyle-hoz látogat válaszokért. |     |                                       |                  |                                             |                                         |             |
| 18. | 5.  | Megbékélés (Reconciliation)           | Ed Ornelas       | Cathryn Humphris                            | 2014. július 28. 2014. október 16.      | 6,57 millió |
| Julia átveszi az irányítást Chester’s Mill felett, miután a város lakosságát megosztja Nagy Jim és Rebecca terve a népesség korlátozásáról. Ezalatt Joe és Norrie tovább segít eloszlatni a kételyeket Melanie-nak személyisége körül. |     |                                       |                  |                                             |                                         |             |
| 19. | 6.  | A sötétben (In the Dark)              | Jack Bender      | Caitlin Parrish                             | 2014. augusztus 4. 2014. október 30.    | 6,83 millió |
| Barbie és Sam felfedezi a rejtélyes alagutat az iskola alatt, amikor az beomlik, ezáltal elzárva a visszautat Chester’s Millbe. Közben Nagy Jimnek homokviharral kell számolnia. |     |                                       |                  |                                             |                                         |             |
| 20. | 7.  | Hazatérés (Going Home)                | David Barrett    | Peter Calloway                              | 2014. augusztus 11. 2014. november 6.   | 6,90 millió |
| Miután a Búrán kívül találják magukat, Barbie a tőle elhidegült apjától kér segítséget, Sam pedig ismét találkozik Pauline-nal. |     |                                       |                  |                                             |                                         |             |
| 21. | 8.  | Ébredés (Awakening)                   | Jack Bender      | Andres Fischer-Centeno & Daniel Truly       | 2014. augusztus 18. 2014. november 13.  | 7,30 millió |
| Barbie rájön arra, amikor megkéri Dont, hogy segítsen eljuttatni egy üzenetet Juliához, hogy Don többet tud a Búráról, mint azt mutatja. Eközben Chester’s Millben Nagy Jim kinevezi magát a város sheriffjének. |     |                                       |                  |                                             |                                         |             |
| 22. | 9.  | A vörös ajtó (The Red Door)           | Peter Weller     | Kelly Souders & Brian Peterson & Adam Stein | 2014. augusztus 25. 2014. november 20.  | 6,60 millió |
| Barbie, Sam, Pauline, Lyle és Hunter próbálja elkerülni Dont a seregével, és megtalálni a visszautat Chester’s Millbe, miközben Junior és Melanie elrejti a tojást Julia és Nagy Jim elől. |     |                                       |                  |                                             |                                         |             |
| 23. | 10. | A zuhanás (The Fall)                  | Eriq La Salle    | Alexandra McNally & Mark Linehan Bruner     | 2014. szeptember 1. 2014. november 27.  | 6,29 millió |
| Nagy Jim végre rájön a megrázó igazságra azzal kapcsolatban, hogy mi történt a feleségével, Pauline-nal, amikor újra találkoznak. Mind ezalatt az éghajlatváltozás újabb fenyegetést jelent Chester’s Mill számára. Barbie és Julia felkészíti a lakosokat Chester’s Mill egy esetleges evakuálására és próbálják megvitatni a helyzetet. Julia elhatározza, átadja a tojást, de időközben Jim ledobja a szakadékba, ami ennek következtében bezárul. Julia-ék persze nem tudják, hogy Big Jim találkozott a fekete öltönyös emberekkel a búra szélén és alkut kötött velük. Junior eközben brutálisan megtámadja Sam-et, amiért megölte Angie-t, de megjelenik a lány. Angie meggyőzi a fiút kímélje meg Sam életét. A tojás magas hangot bocsát ki, ami Pauline-nak bénító fejfájást okoz. Chester’s Mill városát földrengések bénítják le és Melanie összeesik. Barbie észreveszi, hogy Phil a szakadék felé rohan és beleveti magát, persze nem tudván róla, hogy a szakadék bezárult. Azonnal szörnyethal. Big Jim hazatérve tapasztalja, hogy cselekedetével csak azt érte el, hogy feleségének eltűnt a képessége. |     |                                       |                  |                                             |                                         |             |
| 24. | 11. | Fekete jég (Black Ice)                | Jack Bender      | Adam Stein & Peter Calloway                 | 2014. szeptember 8. 2014. december 4.   | 6,62 millió |
| Mikor a hőmérséklet elkezd meredeken csökkenni, Sam és Rebecca akcióba lendül, hogy megmentse Chester’s Mill lakosait. A város lakóit az iskolába terelik be. Közben Barbie kockáztatja az életét, hogy megmentse Juliát egy szörnyű balesetet követően. Jim üzemanyag után kutat, közben rálel a tóban Lyle-ra és kimenti. A férfi elmeséli látomását, ami arról szól, hogy az egész város lángokba borul. Hunter lebukik, hogy üzenget a búrán túlra, de kimagyarázza magát, eközben pedig elindul a búra fala befelé. |     |                                       |                  |                                             |                                         |             |
| 25. | 12. | Fordulat (Turn)                       | Peter Leto       | William Kendall & Daniel Truly              | 2014. szeptember 15. 2014. december 11. | 7,04 millió |
| A Búra továbbra is lassan összehúzódik. Melanie állapota tovább romlik, Rebecca ad neki egy vérátömlesztést. Barbie beszél az apjával, és meggyőzi, hogy Melanie él, de életben maradásának az az egyetlen módja, hogy a tojás visszakerül Chester Mill-be. Big Jim ösztönzi Pauline-t, hogy újra fessen, noha látomásai leálltak. A föld megnyílik, és Melanie-t elnyeli. Big Jim gratulál Pauline-nak, de Lyle hátbaszúrja a nőt. Big Jim dührohamában leszúrja Lyle-t. |     |                                       |                  |                                             |                                         |             |
| 26. | 13. | Indulás (Go Now)                      | Jack Bender      | Caitlin Parrish & Cathryn Humphris          | 2014. szeptember 22. 2014. december 18. | 7,52 millió |
| A búra szeszélyes időjárással és földrengésekkel sújtja Chester's Mill-t. Pauline sérülése egyre súlyosabb, s míg Jim és Junior nincs a közelben, Pauline megkéri Rebecca-t, hogy segítsen neki enyhíteni a szenvedéseit. Rebecca átsegíti a nőt a másvilágra, Big Jim ezért agyonveri.. a férfi teljesen bekattant. Eközben a város lakosai a barlang felé közelednek, s Barbie javaslatára mindenki lemegy a kráterbe, ahol Melanie eltűnt. A föld alatt a lány ismételt megjelenésével meglepi a lakosokat. |     |                                       |                  |                                             |                                         |             |

## Harmadik évad (2015)
| Sor. | Év. | Cím                                          | Rendező              | Író                                        | Premier                                 | Nézettség   |
| ---- | --- | -------------------------------------------- | -------------------- | ------------------------------------------ | --------------------------------------- | ----------- |
| 27.  | 1.  | Továbblépni (Move On)                        | Peter Leto           | Adam Stein                                 | 2015. június 25. 2015. augusztus 27.    | 6,25 millió |
| 28.  | 2.  | Nem vagyok (But I'm Not)                     | Peter Weller         | Tim Schlattmann                            | 2015. június 25. 2015. szeptember 3.    | 6,25 millió |
| 29.  | 3.  | Visszatérés (Redux)                          | Olatunde Osunsanmi   | Alexandra McNally                          | 2015. július 2. 2015. szeptember 10.    | 5,28 millió |
| 30.  | 4.  | Közösség (The Kinship)                       | Ed Ornelas           | Cathryn Humphris                           | 2015. július 9. 2015. szeptember 17.    | 5,12 millió |
| 31.  | 5.  | Alaszka (Alaska)                             | David M. Barrett     | Bronwyn Garrity                            | 2015. július 16. 2015. szeptember 24.   | 4,75 millió |
| 32.  | 6.  | Ketrecben (Caged)                            | Sergio Mimica-Gezzan | Andres Fischer-Centeno                     | 2015. július 23. 2015. október 1.       | 4,63 millió |
| 33.  | 7.  | Törmelékzápor (Ejecta)                       | David M. Barrett     | Peter Calloway                             | 2015. július 30. 2015. október 8.       | 4,68 millió |
| 34.  | 8.  | Töréspont (Breaking Point)                   | Sam Hill             | James C. Oliver & Sharla Oliver            | 2015. augusztus 6. 2015. október 15.    | 3,88 millió |
| 35.  | 9.  | B terv (Plan B)                              | Eriq La Salle        | Tim Schlattmann & Mark Linehan Bruner      | 2015. augusztus 13. 2015. október 22.   | 3,73 millió |
| 36.  | 10. | Hagyaték (Legacy)                            | Dennie Gordon        | Alexandra McNally & Andres Fischer-Centeno | 2015. augusztus 20. 2015. október 29.   | 4,04 millió |
| 37.  | 11. | A szerelem, csatatér (Love is a Battlefield) | Lee Rose             | Peter Calloway & Adam Stein                | 2015. augusztus 27. 2015. november 5.   | 4,60 millió |
| 38.  | 12. | Ragyogás (Incandescence)                     | PJ Pesce             | Bronwyn Garrity & Cathryn Humphris         | 2015. szeptember 3. 2015. november 12.  | 3,70 millió |
| 39.  | 13. | A belső ellenség (The Enemy Within)          | Peter Leto           | Neal Baer & Tim Schlattmann                | 2015. szeptember 10. 2015. november 19. | 4,23 millió |